# Gohrische Heide
Gohrische Heide este o arie protejată (arie specială de conservare — SAC, sit de importanță comunitară — SCI) din Germania întinsă pe o suprafață de 232,89 ha, integral pe uscat.

## Localizare
Centrul sitului Gohrische Heide este situat la coordonatele 51°25′53″N 13°18′58″E / 51.4314°N 13.3161°E.

## Înființare
Situl Gohrische Heide a fost declarat sit de importanță comunitară în septembrie 2000 pentru a proteja 4 specii de animale. Situl a fost protejat și ca arie specială de conservare în iulie 2003.

## Biodiversitate
Situată în ecoregiunea continentală, aria protejată conține 2 habitate naturale: Ape stătătoare oligotrofe până la mezotrofe, cu vegetație de Littorelletea uniflorae și/sau de Isoëto-Nanojuncetea, Pajiști uscate europene.
La baza desemnării sitului se află mai multe specii protejate:
- păsări (3): fâsă-de-câmp (Anthus campestris), caprimulg (Caprimulgus europaeus), sfrâncioc mare (Lanius excubitor excubitor)
- amfibieni (1): buhai de baltă cu burta roșie (Bombina bombina)

Pe lângă speciile protejate, pe teritoriul sitului au mai fost identificate 5 specii de plante, 2 specii de amfibieni, 2 specii de reptile.